# Toujours plus bas
 (septembre 2020).
- Si vous ne connaissez pas le sujet, laissez ce bandeau (vous pouvez alors contacter les auteurs).
- Si vous supprimez le contenu mis en cause (vous pouvez préalablement contacter les auteurs),

argumentez précisément cette suppression dans la page de discussion
(un manque de référence n'est pas un argument ; une recherche réelle de référence doit avoir été effectuée, être formellement documentée).
Pour les articles homonymes, voir Raising the Bar : Justice à Manhattan.
Toujours plus bas (Raising the Bar en VO) est le neuvième épisode de la seizième saison de la série télévisée d'animation américaine South Park et l'épisode 232e de la série globale.
L'épisode remporte l'Emmy Awards du meilleur programme d'animation lors de la 65e cérémonie des Primetime Emmy Awards.

## Synopsis
Au supermarché, Kyle se dispute avec Cartman au sujet du poids de ce dernier et lui dit qu’il finira comme les obèses morbides qui ne peuvent plus se déplacer qu’en scooter.
Eric finit par admettre qu’il est trop gros mais, au lieu de perdre du poids comme Kyle s’y attendait, il s’achète un scooter pour obèses et abuse rapidement des privilèges offerts par ce dernier, n'hésitant pas à poursuivre en justice les lieux publics dont les toilettes sont inaccessibles aux obèses en scooter (il y inclut aussi la maison de Kyle). Cela pousse le gouvernement à équiper les scooters de nouvelles fonctions pour aider au déplacement de leurs occupants, le tout aux frais des contribuables.
Face à la réaction exaspérée de Kyle, Cartman se défend en disant que de se déplacer en scooter n’en fait pas une nouvelle Honey Boo Boo (une enfant obèse et grossière vedette d'une émission de téléréalité). Kyle regarde le show de cette dernière et est horrifié de voir le comportement de la fillette qui aligne régulièrement des crises cardiaques et de sa famille vautrée dans la fange médiatique. Il en vient à se demander quand la barre de la décence morale a pu avoir été placée si bas sans que personne s’en aperçoive ou ne s’en émeuve.
Désireux de réveiller l'attention des gens sur le problème de l'obésité, Token offre à Kyle de réaliser un documentaire sur Cartman. Toutefois, Token désire uniquement gagner de l'argent et vend la vidéo à une chaîne de télévision afin de réaliser une nouvelle émission de télé-réalité mettant Cartman (renommé « Fatty Doo Doo ») et ses mauvaises manières en vedette. Averti par Kyle, Cartman est en colère contre Token, mais redouble de fureur lorsque ce dernier lui apprend que l'audience de son émission est inférieure à celle de Honey Boo Boo. Eric défie alors publiquement la fillette à un match de catch dans des pâtes au beurre arbitré par Michelle Obama sur la pelouse de la Maison-Blanche.
Parallèlement, James Cameron organise une expédition dans les abysses de l'océan pour retrouver la barre et la remonter. Son équipage tente de lui expliquer que la barre est juste une métaphore mais Cameron n’écoute pas ses hommes et poursuit ses recherches. Après un affrontement avec Randy Newman, déterminé à garder la barre au fond, Cameron parvient à son objectif et remonte la barre.
A ce moment, les spectateurs de la rencontre entre Eric et Honey commencent à estimer que le spectacle est dégradant et honteux et commencent à quitter les lieux. Michelle Obama arrête alors le combat et déclare vouloir désormais lutter contre l’obésité infantile. Pour donner l’exemple, elle détruit le scooter d’Eric.
Sur son bateau, Cameron retourne travailler sur le tournage d'Avatar 2, ayant fait son devoir, et ne cherche pas à avertir le monde de son acte héroïque comme le lui suggère son équipage.